# 황용주
황용주(黃龍珠, 1919년 1월 3일 ~ 2001년 8월 25일)는 대한민국의 언론인이었다.

## 생애
경남 밀양 출신이다. 일제강점기 시절 대구사범학교를 다니다 불온서적 소지가 발각돼 퇴학당했다. 열다섯 살 때는 마르크스의 <자본>을 통독한 ‘마르크스 보이’였다. 일본 와세다대 불어불문학과를 졸업했다. 총독부 하급 관리의 아들인 그는 밀양 출신 독립운동가 황상규, 김원봉의 영향을 받았다. 학병 강제징집 때 전장에서 일본 반전 그룹이 뿌린 ‘전쟁은 인류 공동의 적이다’ 같은 삐라를 보며 평화의 구체화를 꿈꿨다. 패망 소식을 듣고는 일본군을 탈출해 김원봉이 이끄는 광복군에 들어갔다. 8·15 뒤 상해에서 같은 고향 사람인 약산 김원봉을 만나 그의 비서를 지냈다.
1956년 국제신문 논설위원으로 스카우트돼 언론생활을 시작했다. 1957년 부산일보로 자리를 옮겨 편집국장과 사장을 지냈다. 4·19혁명 즈음의 황용주는 자유당에 저항한 언론인이었다. 부산일보가 4·19혁명의 도화선이 된 김주열 사건을 특종보도했을 때 그는 편집국장 겸 주필이었다. 1958년 조봉암 사건 때도 반정부, 반자유당 논조를 보였다.
1960년 초 대구사범학교 동기인 박정희가 군수기지사령관으로 부산에 부임했다. 황용주의 주선으로 박정희-황용주-이병주 '트리오'가 엮어졌고 막역한 술친구로까지 이어졌다. 일본 유학, 학병 징집, 언론계 활동 등 공통분모가 많았던 이병주와 황용주는 부산 경남의 '주필시대'를 열며 지역언론의 황금기를 이끌었다.
박정희와 각별한 사이였던 황용주가 5·16 모의자 중 한 사람이라는 건 알려진 비밀이다. 황용주는 서구를 동경하면서도 “서구적 민주주의는 한국적 상황에 맞지 않는다”고 생각했다. 1959년 1월 외국 학자로부터 “아시아 국가들은 독재라는 비난을 감수하고서라도 강력하게 정부 주도로 경제개발을 추진해야 한다”는 말을 듣고 쿠데타 성공의 확신을 굳혔다. 이듬해 황용주는 박정희와 쿠데타를 모의했다.
"박정희에게 황용주는 유방의 장자방”이라고 안경환 서울법대 교수는 비유한다. “황용주에게 박정희는 민족혁명이라는 과업을 수행한 동지였다”고 했다. 황용주는 박정희에게 쿠데타의 당위와 이념적·현실적 논리를 제공한 이론가였다. 1960년 부산에서 재회한 박정희와 친해진 황용주는 “군사혁명으로 이승만 정권을 탈피하고, 새로운 근대국가를 만들 시기가 왔다”며 쿠데타의 정당성을 역설했다. 황용주는 ‘쿠데타로 집권-강력한 공업화·산업화로 근대화-통일을 위한 남북 불가침 조약 체결’의 로드맵을 박정희에게 제시했다. 안 교수는 두 사람을 “형법이론에서 말하는 이른바 ‘공모공동정범’이 된 것”으로 말한다.
5.16 쿠데타 직후인 1961년 5월 20일과 5월 21일 이병주, 황용주는 각각 경찰에 체포된다. 교원노조 고문이란 전력이 문제가 됐다. 박정희의 개입으로 황용주는 한달 만에 석방되었지만, 이병주에겐 용공 혐의라는 올가미가 씌워졌다. 신문 사설과 잡지 기고문이 뒤늦게 문제가 된 것이다. 이병주는 그해 10월 30일 혁명재판소의 판결로 10년 징역을 선고받고 2년 7개월 간 복역한다. 그나마 감형이 된 데엔 황용주의 역할이 있었다고 한다.
부산일보 주필(1958~1963)을 거쳐 부산일보 사장(1962~1963)을 지냈다. 부일장학회 재산을 강탈해 정수장학회를 만드는 데 핵심 구실을 했다.
1964년 MBC 사장으로 옮겨 방송 경영을 맡았다가 불과 몇달 만에 '세대'지 필화사건을 겪는다. 1964년 11월 월간 ‘세대’에 군사 대치 해소, 남북한 UN 동시 가입, 통일 정부를 주장한 글을 기고했다가 반공법 위반 혐의로 구속 수감됐다. 당시 박정희와 황용주를 ‘빨갱이’로 의심하던 야당이 문제를 제기했다. 중앙정보부장 김형욱이 박정희라는 배경을 과신하는 황용주를 제거했다는 설도 나왔다.
이후 공식 정치에서 배제된 채 배려 차원에서 주어진 정수장학회 이사, 한국기원 이사장 등을 역임했다. 1972년 유신 이전까지는 청와대 신년하례에 초청받아 박정희와 만나 세배했다. 뒷날 박정희가 죽은 10월 26일이면 국립묘지의 박정희를 찾았고, 통음했다. 죽기 직전까지 “오늘의 역사는 박정희라는 개인이 이룩했다는 것이 나의 소신”이라며 쿠데타의 정당성을 확신했다.
2001년 8월 25일 사망했다. 가족은 부인 이창희씨와 딸 란서씨가 있다. 부인 이창희는 2016년 11월 7일 별세했다. 란서는 프랑스 거주 중이다.

## 부일장학회 강탈 핵심 인물
황용주는 부일장학회 재산을 강탈해 정수장학회를 만드는 데 핵심 인물이다.
부일장학회(釜日奬學會)는 1958년 기업인이자 언론인인 김지태가 자신의 재산으로 만든 장학회다. 쿠데타로 집권한 박정희 군사정권은 당시 부산의 대표적 기업인이자 부산일보 사주이던 김지태 씨를 부정축재자로 몰아 김 씨의 재산인 부산일보와 한국문화방송, 부산문화방송을 강탈해 5·16장학회를 출범시켰다. 정수장학회 측은 헌납 재산이라고 주장하고 있지만 김 씨 유족들은 쿠데타에 협조하지 않은 '괘씸죄'에 걸려 재산을 강제로 빼앗겼다고 주장하고 있다.
김지태 전 회장의 셋째 아들 김영주 전 삼화 회장은 박정희 전 대통령이 5.16 쿠데타용 '거사자금'을 협조하지 않아서 장학회 등을 강탈당했다고 생각하는 것으로 알려졌다. 박정희는 5.16 쿠데타를 일으키기 전 당시 황용주(작고) <부산일보> 주필에게 500환(현시가로 약 5억원)을 요청했다. 그러나 무슨 연유인지 황 주필은 박정희 부탁을 김지태에게 전하지 않았다. 가장 핵심되는 미스터리라고 인터뷰에서 밝혔다.
김지태 씨의 아들은 인터뷰에서 "당시 박정희 군수사령관이 대구사범 동기인 황용주 전 부산일보 주필을 통해 아버지에게 자금을 요청했다"고 증언했다. 물론 김 씨는 이 부탁을 들어주지 않았다고 한다.
1962년 당시 중앙정보부 부산지부장이었던 박용기씨는 <시사저널>과의 통화에서 1962년 중앙정보부 부산지부가 5·16장학회(현 정수장학회)의 전신인 부일장학회를 설립한 고 김지태씨에 대한 수사에 착수했던 배경에는 박정희 전 대통령의 직접 지시가 있었다고 전격 증언했다. 이른바 ‘김지태 사건’ 수사 책임자였던 박씨의 육성이 직접 언론에 공개된 것은 이번이 처음이다. 박용기씨는 ”1962년 초 부산에 내려온 박정희 전 대통령과 단둘이 만났을 때 박 전대통령이 (5·16장학회의 전신인 부일장학회를 설립한) 김지태씨를 수사하라고 직접 지시했다”라고 말했다. 부정 축재, 탈세뿐 아니라 혁명 사업에 비협조적이었던 김씨의 행적 등을 조사하라고 했다는 것이다.
부산일보 주필 황용주는 김지태가 부일장학회를 운영하고 있다는 점에 착안하여 박정희에게 5·16장학회를 만들어 김지태에게서 빼앗은 언론사를 보유하도록 하라고 권했다. 황용주는 월간조선과의 인터뷰에서 "자신은 평소 언론이 가장 공정하게 되려면 개인도 아니고 국가도 아니고 법인이 소유해야 한다는 소신을 갖고 있었다"면서 "이 기회에 부산일보 방송국을 제대로 키울 수 있는 재단을 하나 만들자고 생각해서 양쪽의 승낙을 받게 되었다"고 고백했다.